# 덴마크 인민당
덴마크 인민당(~ 人民黨, 덴마크어: Dansk Folkeparti, DF 단스크 폴케파르티[*])은 덴마크의 극우 정당으로, 1995년 설립되었다. 2015년 총선거 결과, 사회민주당에 이어 제2당이다. 2019년 선거에서 득표율이 기존의 1/3으로 줄어드는 대참패를 당했다.

## 역사
이 정당은 2007년 11월에 실시된 총선에서 25석을 획득한데 이어 2009년 6월에 유럽 연합 의회 선거에서 2석을 획득했다. 2011년 총선에서 12.3%를 득표하면서 제3당이 되었다.

### 초창기 (1995년부터2001년까지)
1995년에 진보당에서 탈당한 피아 키에르스고르, 크리스티안 툴레센 달, 폴 누곡, 올리 도너 의원이 창당했다. 1996년에 비센저그에서 전국 대회에서 피아 키에르스고르가 당대표가 되었다. 1997년 지방 선거에서 7%의 득표율을 기록했다. 1998년에 당원이 2,500명을 돌파했다. 같은 해 덴마크 의회 선거에서 13석을 획득했다.

### 자유보수연합 (2001년부터2011년까지)
2001년 덴마크 의회 선거에서 득표율 12% 기록한데 이어 22석을 획득했다. 덴마크의 중도우파 정당인 좌파당에 이어 제3당이 되었다. 아네르스 포그 라스무센과 함께 좌파당와 구성된 우파 연합을 주도하고 있다.
2005년 선거에서 13.2%의 득표율이 증가하면서 34석을 획득했다. 같은 해 9월 덴마크 일간지인 《윌란스 포스텐》이 이슬람교의 예언자인 무함마드를 자살폭탄 테러리스트를 환영하고 머리에 폭탄 모양의 터번을 한 모습으로 묘사한 만평으로 인한 논란에 불구하고 2006년 여론 조사에서 당의 지지율이 계속해서 상승했다.
2007년 선거에서 25석을 획득과 동시에 득표율이 13.9%를 획득한데 이어 좌파당와 연합을 계속 주도했다. 지지율의 경우 주춤 했으나 차당 이후 지지율이 계속해서 상승했다. 2009년 6월에 유럽 연합 의회 선거에서 2석을 획득한데 이어 덴마크 시의회 및 지방의회 선거에서 가장 많은 득표율을 기록했다.
2011년에 덴마크 의회 선거에서 22석을 획득한데 이어 2014년 유럽 의회 선거에서 4석을 획득했다. 2015년 덴마크 의회 선거에서 37석을 획득했다.

## 정책
스스로는 당의 성향을 국민보수주의, 사회보수주의로 규정하고 있지만 반이민주의, 반다문화주의, 백인을 제외한 이민자 추방을 주장하고 있다. 또한 공산당과 이슬람교 반대 등을 공약한다. 또한 유럽 연합에 대해 부정적인 태도를 가지고 있는데 유로화 도입과 터키의 유럽 연합 가입을 반대하고 있다. 그린란드 독립에 부정적인 입장을 보이고 있으며 미국, 이스라엘의 외교 노선을 적극 지지하고 있다.

## 역대 선거결과

### 덴마크 의회
| 년도        | 합계    | 득표율    | 의석     | 덴마크 의석 | +/– | 집권 여부                           |
| ----------- | ------- | --------- | -------- | ----------- | --- | ----------------------------------- |
| 1998년 총선 | 252,429 | 7.4 (#5)  | 13 / 179 | 13 / 175    | 13  | in opposition야당                   |
| 2001년 총선 | 413,987 | 12.0 (#3) | 22 / 179 | 22 / 175    | 9   | providing parliamentary support여당 |
| 2005년 총선 | 444,205 | 13.2 (#3) | 24 / 179 | 24 / 175    | 2   | providing parliamentary support여당 |
| 2007년 총선 | 479,532 | 13.8 (#3) | 25 / 179 | 25 / 175    | 1   | providing parliamentary support여당 |
| 2011년 총선 | 436,726 | 12.3 (#3) | 22 / 179 | 22 / 175    | 3   | in opposition야당                   |
| 2015년 총선 | 741,539 | 21.1 (#2) | 37 / 179 | 37 / 175    | 15  | providing parliamentary support여당 |

### 시 의회
| 년도        | 의석        | 의석 |
| 년도        | #           | ±    |
| ----------- | ----------- | ---- |
| 1997년 총선 | 119 / 4,685 | 119  |
| 2001년 총선 | 168 / 4,647 | 49   |
| 2005년 총선 | 125 / 2,522 | 43   |
| 2009년 총선 | 186 / 2,468 | 61   |
| 2013년 총선 | 255 / 2,444 | 69   |

### 지역 의회
| 년도        | 의석     | 의석 |
| 년도        | #        | ±    |
| ----------- | -------- | ---- |
| 1997년 총선 | 21 / 374 | 21   |
| 2001년 총선 | 24 / 374 | 3    |
| 2005년 총선 | 14 / 205 | 10   |
| 2009년 총선 | 19 / 205 | 5    |
| 2013년 총선 | 23 / 205 | 4    |

### 유럽 의회
| 년도        | 합계    | 득표율    | 의석   | 덴마크 의석 | +/– |
| ----------- | ------- | --------- | ------ | ----------- | --- |
| 1999년 총선 | 114,865 | 5.8 (#8)  | 1 / 16 | 1 / 16      | 1   |
| 2004년 총선 | 128,789 | 6.8 (#6)  | 1 / 14 | 1 / 14      | 0   |
| 2009년 총선 | 357,942 | 15.3 (#4) | 2 / 13 | 2 / 13      | 1   |
| 2014년 총선 | 605,889 | 26.6 (#1) | 4 / 13 | 4 / 13      | 2   |

## 같이 보기
- 덴마크의 정치